# Jardine House
Jardine House (chino: 怡和 大厦), anteriormente conocido como Connaught Centre (康乐 大厦), es una torre de oficinas en Hong Kong. El edificio está situado en la 1 Connaught Place, centro de la isla de Hong Kong. Es propiedad de Hongkong Land Limited. En el momento de su finalización en 1973, Jardine House fue el edificio más alto de Hong Kong y en Asia. En 1981, el Hopewell Centre usurpó el título del edificio más alto de Hong Kong. El edificio está interconectado con los edificios Exchange Square y International Finance Centre por un paso elevado.
Jardine House fue un lugar destacado en el 1988, en la cadena de televisión NBC, en la miniserie "Noble House", apare como la sede de Struan. También apareció en el establecimiento de disparos en "The Amsterdam Kill".

## Historia

### Primeros Jardine House

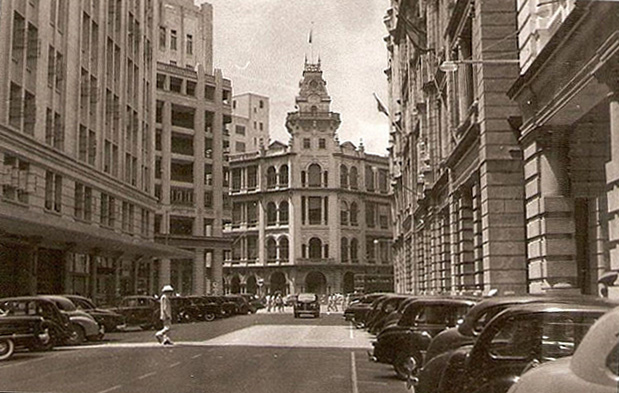
Segunda generación de Jardine House en la década de 1930.

Las tres primeras generaciones de Jardine House estaban situadas en la 20 Pedder Street, en la esquina de Des Voeux Road Central. El primera Jardine House fue construido probablemente hacia 1841 después de la exitosa oferta de Jardine por sus porciones en The Praya Central. En 1908, el segundo Jardine House fue construida. Fue reconstruida en torno a 1956 como un edificio de 16 pisos. El edificio fue vendido por Jardine durante el ejercicio la adquisición de tierras del Landmark complex en Central y 20 Pedder Street ahora es ocupado por la Wheelock House.

### Nuevo Jardine House
El nuevo edificio está construido en un pedazo de tierra reclamada, en un plazo de arrendamiento de 75 años, que fue asegurado por Hongkong Land Limited a un precio récord de HK $ 248 millones, en 1970, los intereses se pagarían durante un período de 10 años. A cambio, el Gobierno acordó que ningún edificio directamente al norte de Jardine House nunca se construiría para obstruir su punto de vista. Como resultado, la altura del general edificio de Correos se limitó a 37 m. Los costos de construcción se estiman en $120 millones. La construcción del quincuagésimo edificio de dos plantas tomó 16 meses . Las letras de metal de la vieja Jardine House fue recuperado y utilizado en el vestíbulo del Nuevo Jardine House.

## Diseño

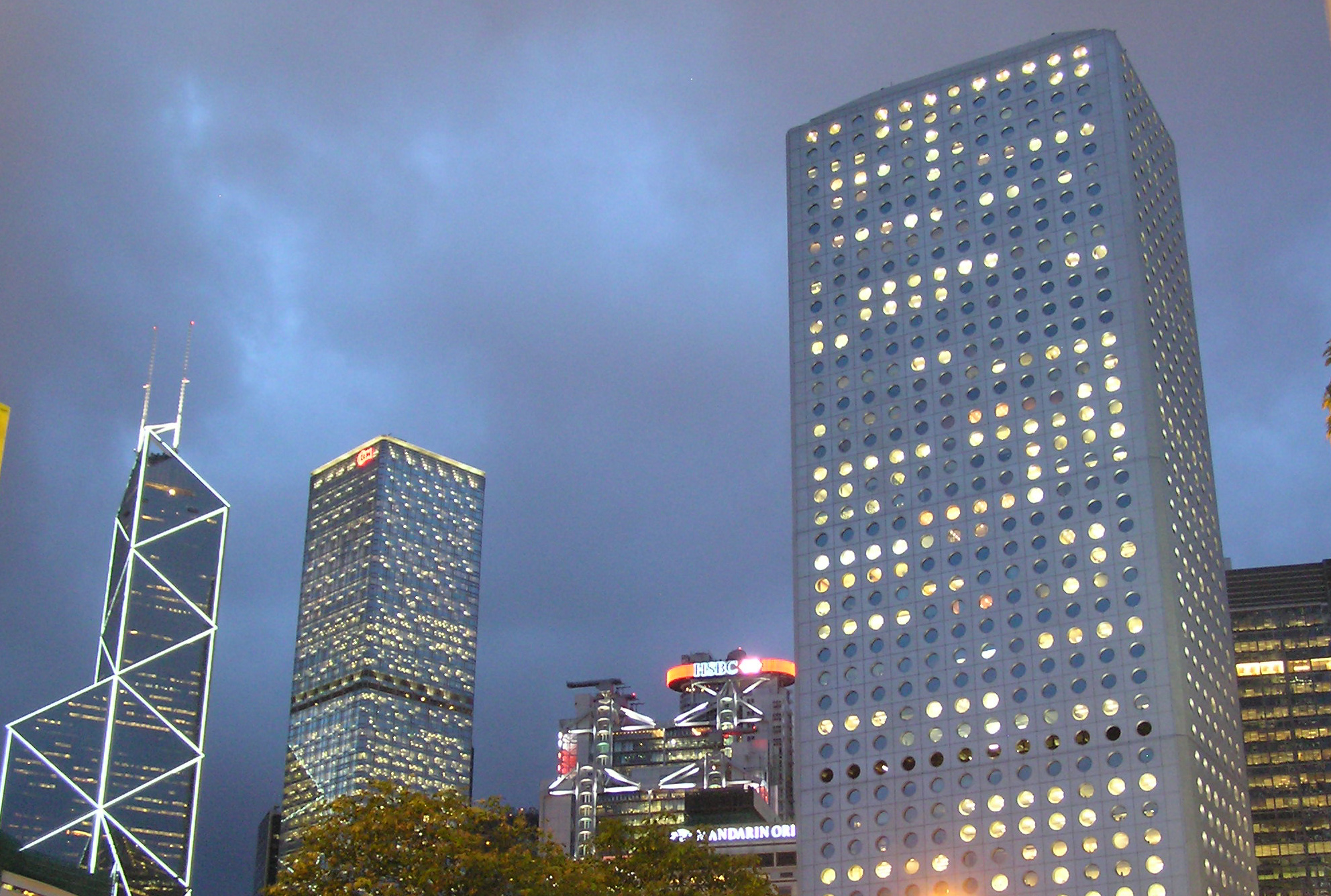
Jardine House al anochecer

El edificio se construye con un marco de metal, y un muro cortina con ventanas redondas. El espesor del marco estructural se reduce debido a la forma de las ventanas. Inusualmente para una propiedad como Jardine, los ascensores fueron producidos por Otis Elevator Company, mientras que las escaleras mecánicas fueron fabricados por Schindler Elevator.

## Galería

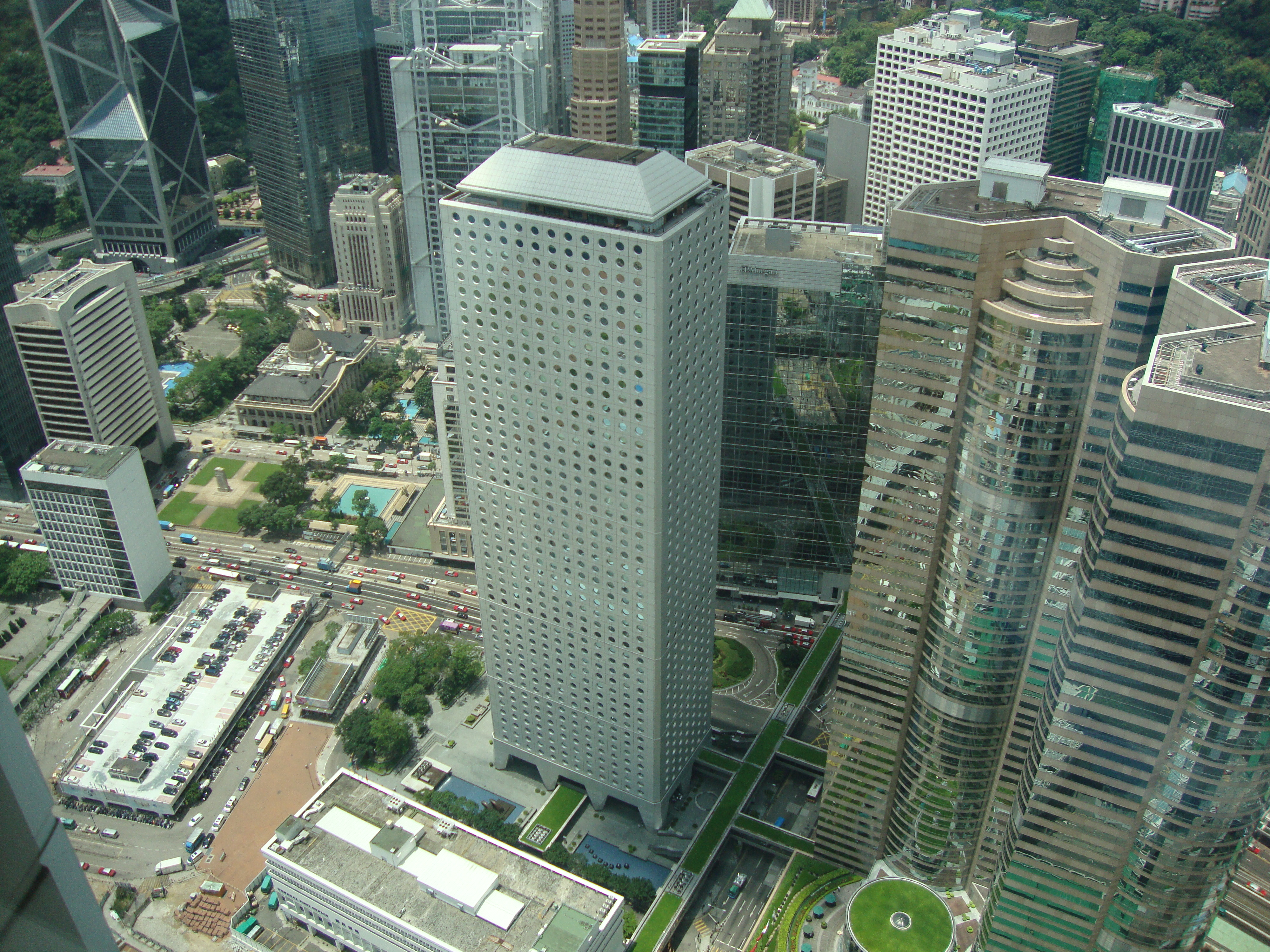
Jardine House desde el IFC2
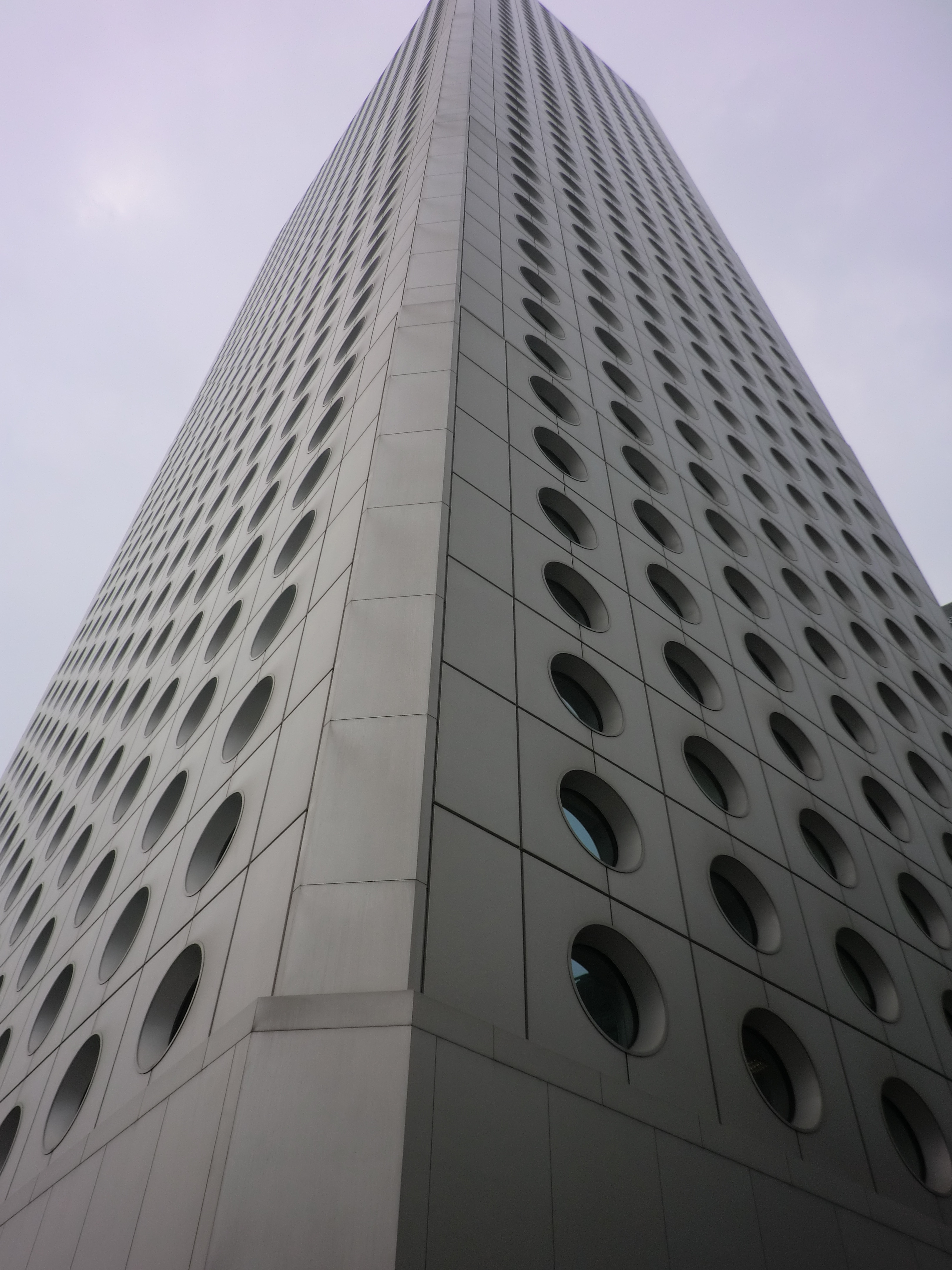
Foto desde la base del Jardine House
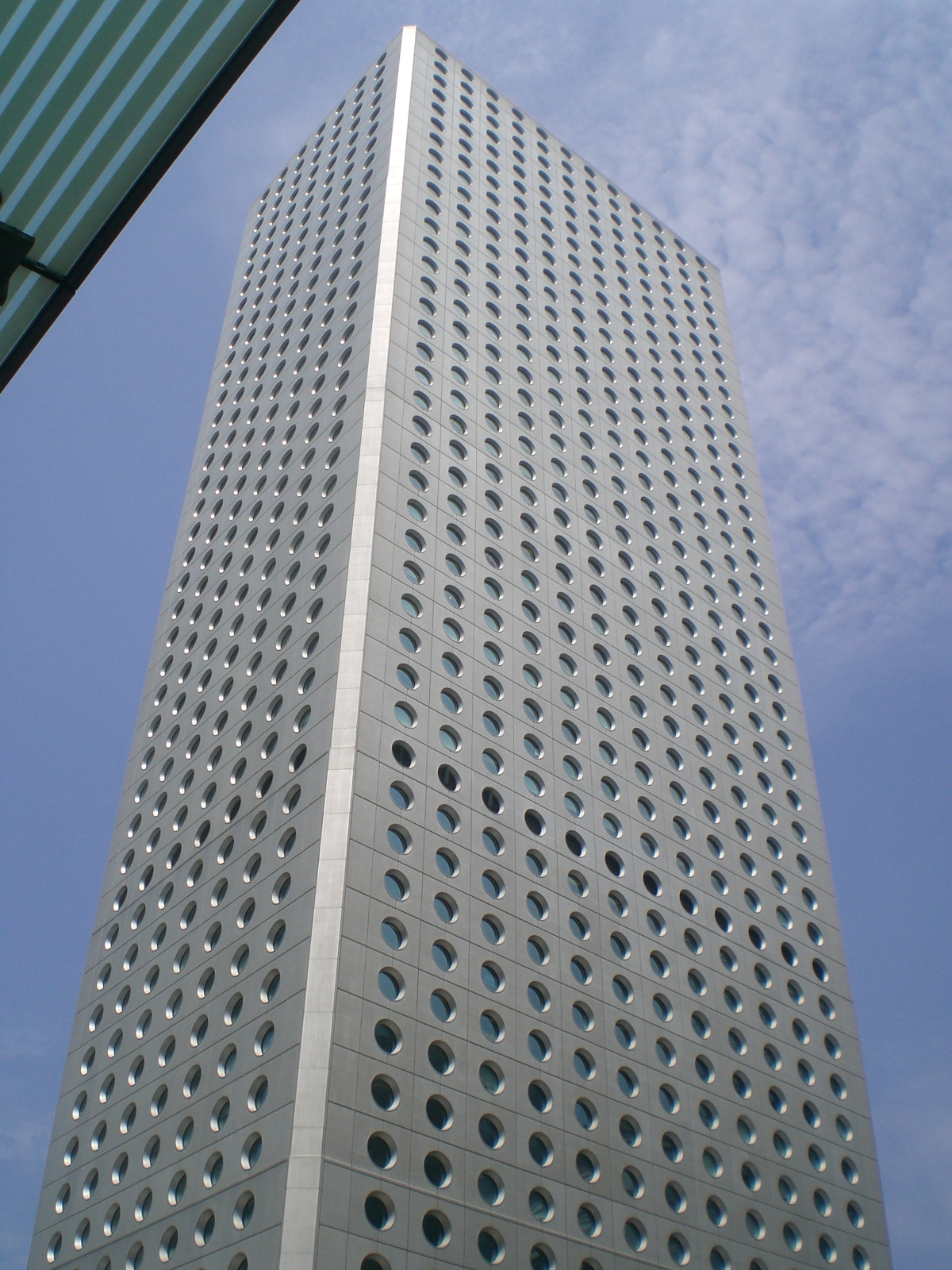
Jardine House, 27 de abril de 2007
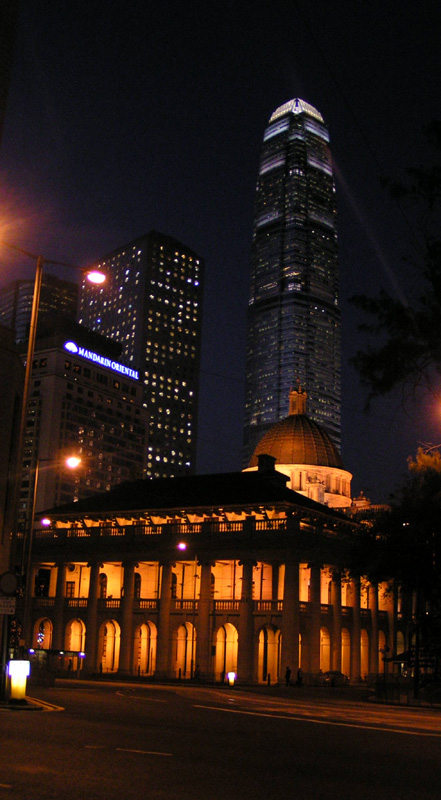
Jardine House de noche
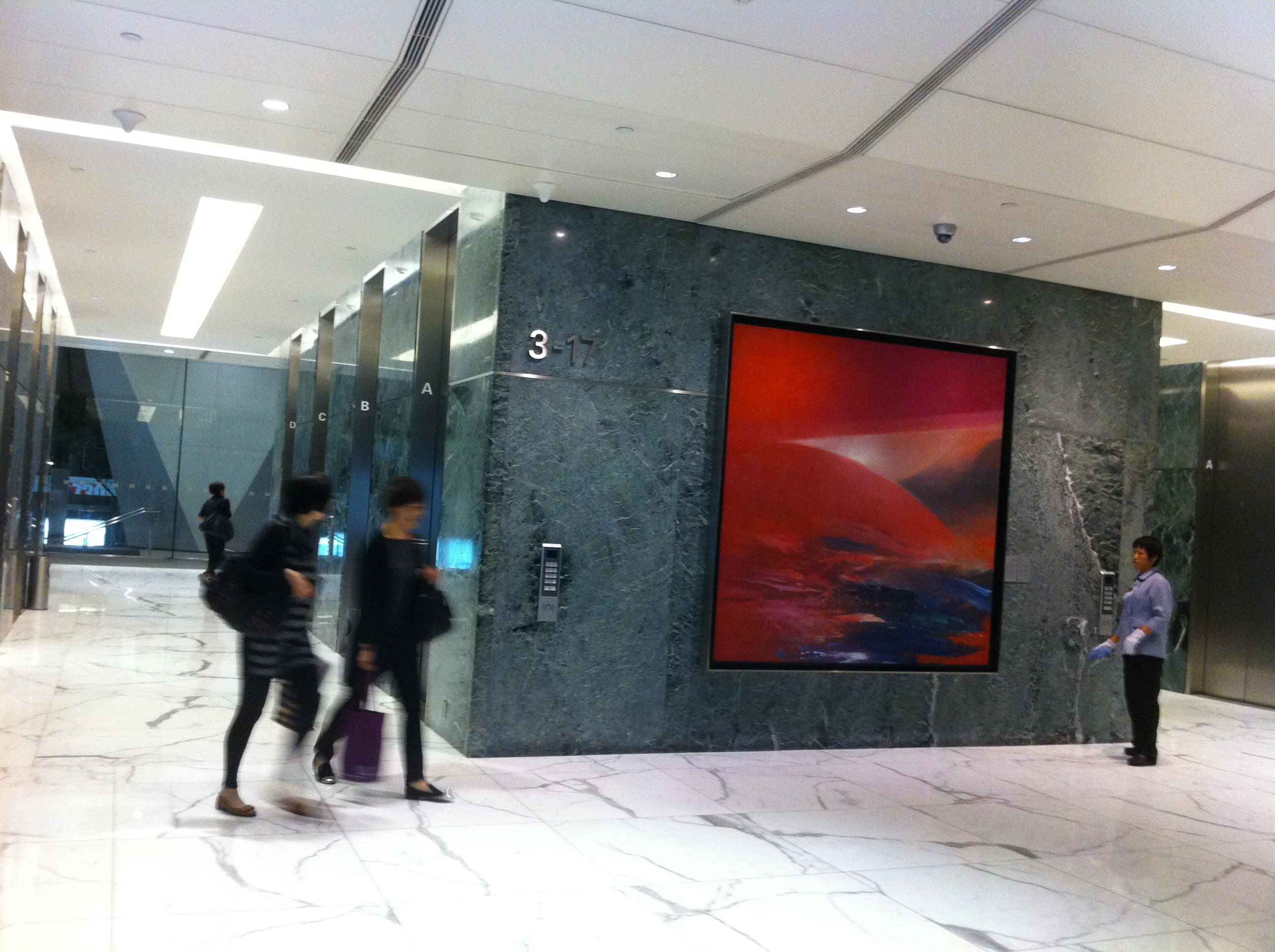
Lobby del Jardine House.